# Петре Танасі
Петре Танасі (рум. Petre Tanasie; 9 жовтня 1927, Слетіоара, Румунія) — румунський дипломат. Постійний представник Румунії при Організації Об'єднаних Націй (1987—1990).

## Життєпис
Народився 9 жовтня 1927 року в Слетіоарі, Румунія. У 1951 році здобув ступінь з економіки в Академії економічних досліджень, Бухарест. Доктор економічних наук, Академія економічних досліджень, 1962.
З 1951 року на викладацькій роботі, доцент Академії економічних досліджень, Бухарест (1951—1963), професор (1967);
З 1963 року на дипломатичній роботі, радник посольства Румунії в Чехії (1963—1967);
У 1967—1969 рр. — директор департаменту Міністерства закордонних справ Румунії;
У 1969—1977 рр. — Посол Румунії в Індії, Шрі-Ланці та у Непалі з резиденцією у Нью-Делі;
У 1977—1987 рр. — керівник департаменту Міністерства закордонних справ Румунії;
У 1987—1990 рр. — Постійний представник Румунії при Організації Об'єднаних Націй, Нью-Йорк. 07 липня 1987 року вручив вірчі грамоти Генеральному секретарю Хав'єру Пересу де Куельяру.
Член Ради директорів Інституту досліджень безпеки Схід-Захід, Нью-Йорк.

## Автор праць
- Політична економія, 1958; Міжнародне співробітництво в промисловій сфері, 1973; Енциклопедичний словник, 2 т., 1964; Незалежність, Неблокування, Мир, 1989; Трактат економіки, 1987.